# هپسیدین
هورمون هپسیدین یک هورمون پپتیدی است که در کبد ساخته می‌شود. این هورمون در سال ۲۰۰۰ میلادی کشف شده و به عنوان اصلی‌ترین تنظیم‌کننده آهن خون در انسان و سایر پستان‌داران شناخته می‌شود. نقش این هورمون در تنظیم مقدار جذب آهن از مخاط روده بوده که در نتیجه اثر این هورمون، از جذب بیش از اندازه آهن در روده جلوگیری شده و سطح آهن در بدن در حالت طبیعی باقی می‌ماند. هم‌چنین، هپسیدین باعث مهار آزادسازی آهن از ماکروفاژها می‌شود.
پایین بودن سطح این هورمون در خون باعث افزایش جذب آهن از غذا شده و در نتیجه، مقدار آهن در خون بیش‌تر می‌شود.هپسیدین با مهار فعالیت فروپورتین از ورود آهن از سلول روده به داخل خون جلوگیری می کند. افزایش سطح آهن خون باعث مسمومیت آهن و بیماری‌هایی مانند هموکروماتوز می‌شود.